# Арагюх
Арагюх (вірм. Արագյուղ) — село в марзі Котайк, у Вірменії.

## Пам'ятки
- Церква Арагюха.[1]